# Running from My Shadow
Running from My Shadow è un singolo del rapper statunitense Mike Shinoda, pubblicato il 24 maggio 2018 come terzo estratto dal primo album in studio Post Traumatic.

## Descrizione
Il brano ha visto la partecipazione vocale di Grandson, il quale figura come coautore insieme allo stesso Shinoda, Brad Delson (chitarrista dei Linkin Park, gruppo del quale fa parte anche Shinoda), Ross Golan e Kevin "Boonn" Hissink, quest'ultimo anche coproduttore. Pur essendo prevalentemente un brano hip hop, in esso emergono anche svariati elementi rock che risultano particolarmente predominanti nella sezione finale.

## Video musicale
Il video, diffuso insieme al singolo, è stato diretto da Gus Black e mostra Shinoda e Grandson cantare il brano in un garage per automobili vuoto e girare di notte in una città.
Il 30 maggio dello stesso anno il rapper ha reso disponibile il relativo dietro le quinte attraverso il suo canale YouTube.

## Tracce
Testi e musiche di Mike Shinoda, Brad Delson, Ross Golan, Jordan Benjamin e Kevin Hissink.
1. Running from My Shadow (feat. Grandson) – 3:24

## Formazione
Hanno partecipato alle registrazioni, secondo le note di copertina di Post Traumatic:
- Mike Shinoda – voce, strumentazione, produzione
- Grandson – voce aggiuntiva
- Boonn – coproduzione, chitarra aggiuntiva
- Manny Marroquin – missaggio
- Ethan Mates – montaggio aggiuntivo
- Josh Newell – montaggio aggiuntivo
- Michelle Mancini – mastering